# خروس لاری
اصیل یک نژاد خروس هندی یا گروهی از نژادهای خروس جنگی است. در بیشتر مناطق هند، به ویژه در ایالت‌های تامیل نادو، آندرا پرادش، چاتیسگار و اودیشا پرورش داده می‌شود؛ به چندین کشور دیگر صادر شده است. پرندگان مشابه در بیشتر مناطق جنوب شرقی آسیا یافت می‌شوند.

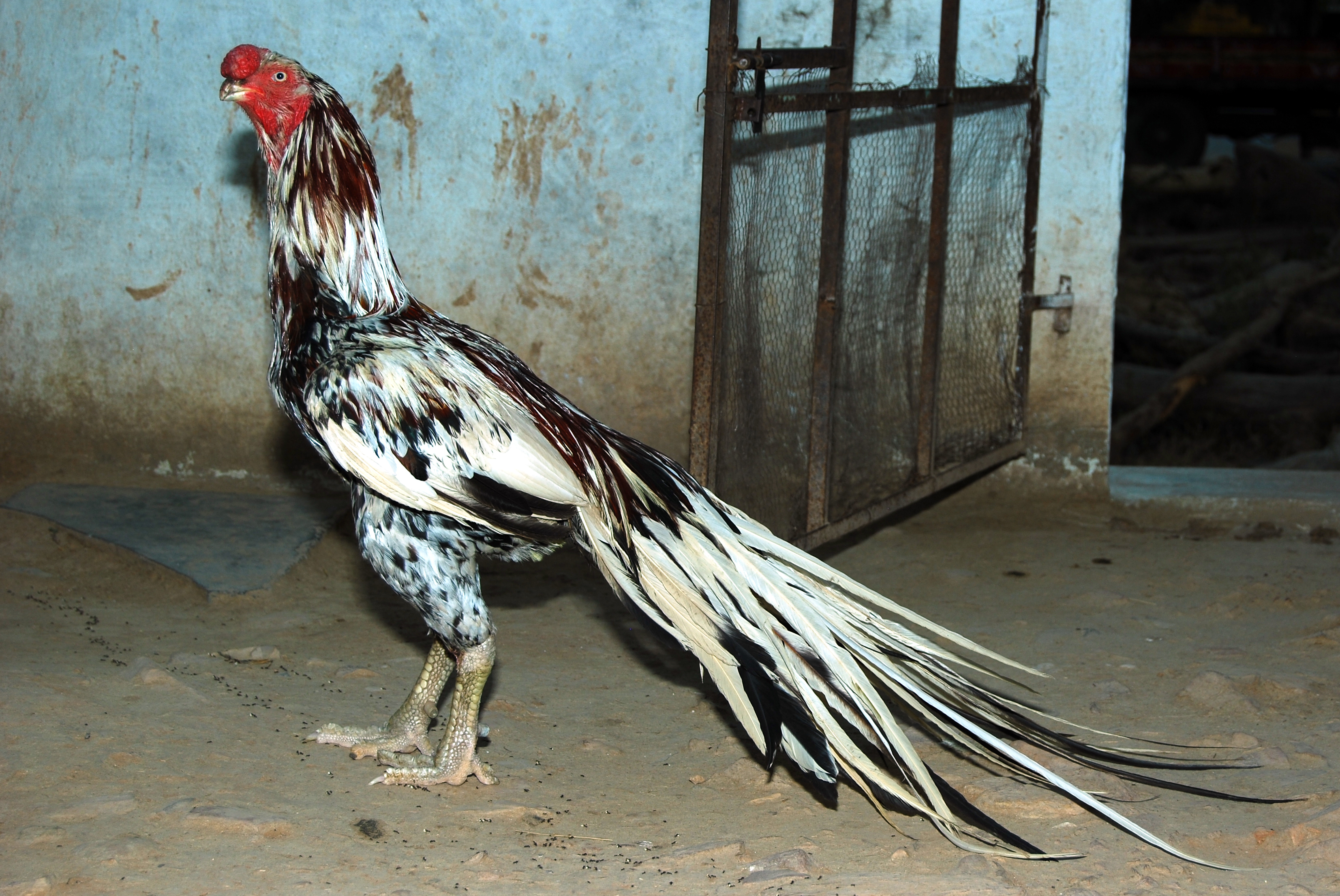

وزن نرها بین ۳ تا ۶ کیلوگرم بوده و متوسط وزن ماده‌ها ۳ کیلوگرم است.
این یکی از نژادهای اصلی خروس بازی هندی است که در اوایل قرن نوزدهم به کشورهای غربی چون انگلستان توسعه یافت.

## پیشینه
اصیل در شبه قاره هند، منطقه ای که شامل هند امروزی، پاکستان، بنگلادش و سری لانکا می‌شود، سرچشمه گرفته است؛ تصور می‌شود که از قدیمی‌ترین نژادهای خروس جنگنده باشد. کلمه "Asil" «از عربی است و به معنای خالص است که در هند، یک اصطلاح کلی برای همه نژادهای جنگنده است. در هند، اصیل به ویژه در ناحیه خمام آندرا پرادش، در نواحی باستار و دانتیوارا در چاتیسگار، و در نواحی کوراپوت و ملکانگیری اودیشا یافت می‌شود. همچنین در بنگلادش و پاکستان، که تا زمان تقسیم بخشی از هند بریتانیا بودند، وجود دارد و در کشورهای دیگر از جمله استرالیا، گواتمالا، هندوراس، ایرلند، لوکزامبورگ، بریتانیا، ایالات متحده و اروگوئه یافت می‌شود. در اواخر قرن نوزدهم توسط پرورش‌دهنده بریتانیایی ویلیام فلامانک انتویسل، یک گونه اصیل تازه ساخته شد. در اتریش، بلژیک، آلمان، هلند، مجارستان و بریتانیا در رنگ‌های مختلف پرورش داده می‌شود. در سال ۲۰۰۵، اصیل تنها نژاد مرغ هندی بود که نیاز به حفاظت نداشت. در سال ۲۰۰۷ وضعیت جهانی حفاظت شده آن توسط فائو به عنوان «در معرض خطر» فهرست شد. در سال ۲۰۲۱ وضعیت آن به DAD-IS به عنوان «ناشناخته» گزارش شده است؛ سازمان حفاظت از دام در ایالات متحده آن را به عنوان «در معرض تهدید» فهرست کرد.
مرغ‌های اصیل تخم‌گذار خوبی نیستند، اما خوب روی تخم‌ها می‌نشینند. آنها ممکن است حدود ۷۰ تخم در سال بگذارند. تخم مرغ‌ها از کرم رنگ تا قهوه ای متفاوت هستند و وزن آنها تقریباً ۴۰ گرم است.